# Milan, New Mexico
Milan är en ort (village) i Cibola County i New Mexico. Vid 2010 års folkräkning hade Milan 3 245 invånare.